# Yes/No
«Yes/No» es el décimo episodio de la tercera temporada de la serie de televisión Glee y el quincuagésimo cuarto de su cómputo general. Brad Falchuk lo escribió y Eric Stoltz estuvo a cargo de la dirección. La cadena Fox emitió el episodio el 17 de enero de 2012 en los Estados Unidos. Contiene una revelación de una fuga y dos proposiciones de matrimonio, incluida la de Will Schuester (Matthew Morrison) a Emma Pillsbury (Jayma Mays).
El episodio obtuvo críticas variadas: mientras que la propuesta de Will a Emma fue recibida con comentarios tanto favorables como contrarios, la escena en la que Will le pide a Finn (Cory Monteith), que sea su padrino fue condenada rotundamente: la idea de que Will no tiene amigos adultos y le pidiera a uno de sus estudiantes era inconcebible para muchos. Hubo elogios para la historia del coqueteo de Becky (Lauren Potter) con Artie (Kevin McHale), con Helen Mirren dando voz a las conversaciones mentales de aquella.
Las actuaciones musicales del episodio también recibieron comentarios variados. Los seis números se lanzaron como sencillos y cinco de ellos lograron posicionarse en las listas Billboard Hot 100 y Canadian Hot 100. 7,50 millones de espectadores estadounidenses vieron el episodio y recibió una cuota de pantalla de 3,1/8 dentro de la franja demográfica de 18 a 49. La audiencia total aumentó desde el episodio anterior «Extraordinary Merry Christmas».

## Trama
Emma (Jayma Mays) se pregunta si Will (Matthew Morrison) nunca le va a proponer matrimonio. Sueña con su boda, y en la fantasía canta «Wedding Bell Blues». Se avergüenza al percatarse de que mientras estaba soñando había pedido a Will en público que se casara con ella sin querer, e inmediatamente niega haberlo hecho. Sin embargo, Will, envalentonado, le asigna al club Glee la misión de encontrar la canción perfecta para pedir la mano de Emma.
Mercedes (Amber Riley) y Sam (Chord Overstreet) les cuentan a sus amigos por separado sobre su relación de verano, mientras cantan «Summer Nights». Sam sugiere a Mercedes que vuelvan a estar juntos, pero le recuerda a Sam que está saliendo con Shane (LaMarcus Tinker). Él, con la esperanza de que una chaqueta colegial la impresione, se une al único equipo deportivo que todavía está reclutando: nado sincronizado. Posteriormente, mientras Mercedes canta «The First Time Ever I Saw Your Face» con Rachel (Lea Michele), Tina (Jenna Ushkowitz) y Santana (Naya Rivera) para Will como su sugerencia de propuesta, se imagina a Sam en lugar de Shane, y se distrae.
Becky Jackson (Lauren Potter, con voz interior de Helen Mirren), decide que quiere a Artie (Kevin McHale) como su novio, y le pide una cita. Luego se lleva a cabo la idea de la propuesta de Will en donde los chicos realizan un mash-up sexy de «Moves like Jagger» y «Jumpin' Jack Flash», pero le informa que la cita también incluye cena. El club Glee teme que Artie aumente las esperanzas de Becky, pero les dice que se divirtió en la cena, y que deben examinar sus propios prejuicios acerca de las personas con discapacidad. Sin embargo, cuando Becky le dice que quiere tener sexo, entra en pánico y le pide a Sue (Jane Lynch) asesoramiento para romper la relación con Becky. Sue le aconseja decirle directamente las cosas como cualquier otra persona. Becky se siente decepcionada, y Sue la consuela.
Will pregunta a Finn (Cory Monteith) si quiere ser su padrino, y este le dice que está considerando la posibilidad de enlojarse en el ejército. Finn se reúne con Will, Emma, su madre Carole (Romy Rosemont) y su padrastro Burt (Mike O'Malley) para hablar sobre sus planes en el ejército. Finn explica que siente la obligación de ser como su difunto padre, ser un hombre y ayudar a la gente. En eso, su madre revela que el padre de Finn no murió en Irák, sino que había sufrido trastorno por estrés postraumático, y murió de una sobredosis de drogas después de volver a su casa. La noticia devasta a Finn, y él, Rachel y Kurt (Chris Colfer) hablan de cómo el futuro no parece prometedor. Rachel canta «Without You» a Finn, y los dos se abrazan.
Will les pide a los padres de Emma (Dont Most y Valerie Mahaffey) si puede darles la bendición para casarse con ella, pero se niegan, ya que dudan de que Emma pueda manejar el matrimonio y tener hijos con su enfermedad. Sin conocer esa discusión, Emma luego le pregunta a Will sobre sus progresos en cuanto al matrimonio y él se pregunta si ella podría tener familia, dado su trastorno obsesivo-compulsivo. Pese al dolor, Emma le dice a Will que su enfermedad es parte de ella: él debe decidir si seguirían juntos o no. Will, dándose cuenta de que ama a Emma pese a todo, lleva a cabo una espectacular propuesta de matrimonio, ayudado por el club Glee y un equipo de natación sincronizada, que canta y baila la canción «We Found Love»; Emma acepta llena de lágrimas. Luego de la presentación, Finn sorprende a Rachel con una propuesta de matrimonio y un anillo de compromiso, lo que la deja muda.

## Producción
La filmación comenzó el 29 de noviembre de 2011, el mismo día que concluyó la del quinto episodio, iniciada el 10 de noviembre. Eric Stoltz dirigió el episodio, su tercero en la tercera temporada, después de «The Purple Piano Project» y «Mash Off», mientras que Brad Falchuk, cocreador de Glee, lo escribió. Cuando le preguntaron a Morrison qué opinaba de los rumores sobre la propuesta de Will a Emma, dijo que «es la propuesta más espectacular que haya visto». Añadió: «Todo lo que puedo decir es que es para transpirar y tiene mucho baile».
La ganadora del Óscar Helen Mirren fue la estrella invitada en el episodio, aunque no aparece en pantalla: la actriz ha grabado varios monólogos como la «voz interior» de uno de los personajes de la serie, la animadora Becky Jackson.
El 6 de diciembre de 2011, el rodaje se localizó en Venice High School, el instituto donde se rodaron los exteriores de la película musical Grease. Varios miembros del reparto tuitearon fotos, como lo hacían los estudiantes del instituto. Vanessa Lengies, que interpreta a Sugar Motta, contestó a un tweet de un alumno con una foto de sí misma y algunos estudiantes: «¡gracias por prestarnos vuestro instituto!».
Este episodio es el último de los siete en los que aparece Damian McGinty como premio a su victoria en The Glee Project, pero aparecerá en más episodios en el papel de Rory Flanagan. Otras estrellas recurrentes que aparecieron en el episodio incluyen a los miembros del club, Sam Evans (Overstreet) y Sugar Motta (Lingies), la animadora Becky Jackson (Potter), la entrenadora de fútbol Shannon Beiste (Dot-Marie Jones), los padres de Kurt y Finn, Burt Hummel (O'Malley) y Carole Hudson-Hummel (Rosemont), los padres de Emma, Rose y Rusty Pillsbury (Valerie Mahaffey y Don Most respectivamente), el jugador de fútbol Shane Tinsley (Tinker) y el jugador de hockey Rick Nelson (Rock Anthony). Con la incorporación de Sam al equipo de nado sincronizado, se programó a los actores para que hicieran el casting para los puestos de entrenador del equipo y tres nadadores, todos los cuales «tienen el potencial de convertirse en recurrentes», a pesar de que solo dos nadadores recibieron créditos de coprotagonistas en el episodio. NeNe Leakes interpreta a la entrenadora de natación Roz Washington, medallista de bronce en las Olimpiadas.
El episodio cuenta con seis actuaciones, entre ellos un mash-up de «Moves like Jagger», perteneciente a la banda Maroon 5 junto con la cantante Christina Aguilera y «Jumpin' Jack Flash», perteneciente a la banda The Rolling Stones, cantandos por McHale; Michele y Rivera interpretan «We Found Love» de Rihanna con Calvin Harris y «Summer Nights» del musical Grease con la voz principal de Overstreet y Riley. Michele canta «Without You» de David Guetta y Usher, y ella, Riley, Rivera y Ushkowitz realizan una interpretación de la cantante Roberta Flack con la canción «The First Time Ever I Saw Your Face». Mays interpreta la canción «Wedding Bell Blues» del grupo The 5th Dimension, con acompañamiento vocal de Jones y Lynch.

## Recepción

### Audiencia
El canal Fox emitió «Yes/No» 17 de enero de 2012 en los Estados Unidos. Recibió una cuota de pantalla de 3,1/8 dentro de la franja demográfica de 18 a 49 y atrajo a 7,5 millones de espectadores estadounidenses durante su emisión inicial, un aumento del 3,0/8 y de 7,13 millones de espectadores del episodio anterior «Extraordinary Merry Christmas», que fue trasmitido el 13 de diciembre de 2011. En Canadá, 1,61 millones de espectadores vieron el episodio en el mismo día de su estreno estadounidense. Fue el duodécimo programa con más audiencia de la semana y un 10% de telespectadores por encima de «Extraordinary Merry Christmas», transmitido cinco semanas antes.
En el Reino Unido, el canal Sky 1 estrenó «Yes/No» el 1 de marzo de 2012 y fue visto por 805 000 espectadores. Fue la primera transmisión del nuevo episodio en el país tras dos meses y medio, y la audiencia había bajado más del 15% desde «Extraordinary Merry Christmas», que atrajo a 952 000 espectadores cuando se emitió el 15 de diciembre de 2011. En Australia, se emitió el 17 de febrero de 2012. Obtuvo una audiencia de 556 000 espectadores, lo que hizo a Glee el undécimo programa más visto de la noche, frente al decimoquinto de la semana anterior. Subió más del 15% desde el episodio anterior, que fue visto por 481 000 espectadores.

### Respuesta crítica
El episodio obtuvo generalmente críticas variadas. Robert Canning de IGN le dio una «buena» calificación, de siete sobre diez puntos y resaltó: «Las interpretaciones musicales causales, las partes raras y graciosas y una narración que parece casi funcionar». Michael Slezak de TVLine fue más entusiasta, y dijo que era el «mejor episodio de la tercera temporada» que atribuye tanto a Helen Mirren como también a «la trama, que se mantiene fiel a los personajes principales». Jen Chaney comentó en el Washington Post que Glee había «vuelto a su costumbre habitual de dar giros incongruentes a la trama» y Kevin P. Sullivan de MTV escribió que «los momentos con más promesa del episodio no pudieron salir de la sombra de los típicos errores de la serie».
Los críticos desaprobaron el papel de Will en la trama matrimonial, aunque la parte de Emma les pareció satisfactoria. Todd VanDerWerff de The A.V. Club dijo que «Will actuó como un tonto todo el tiempo» y calificó el guion de «patético y triste», palabras de las que se hizo eco Joseph Brannigan Lynch, de la revista Entertainment Weekly, quien escribió: «Cuando Schue les dijo a New Directions, "Vosotros sois mi familia", sentí algo de pena por él, pero sobre todo por sus padres». John Kubicek de BuddyTV afirmó: «Will necesita de forma urgente hacer amigos maduros», una opinión que compartió Crystel Bell, de HuffPost TV. Lynch criticó la escena donde Will le dice a Emma que no se pueden casar debido a su enfermedad: en su opinión, la frase «la situación es desesperada» en referencia a la salud mental de ella era demasiado extremada. Para James Poniewozick, de la revista Time, el episodio mostró «cómo la serie ha desperdiciado la oportunidad de hacer la voluntad en una persona».
Había un amplio consenso sobre la escena en la que Will le pide a Finn que sea su padrino: nadie lo consintió. Lynch llamó a la decisión «cuestionable» y dijo que «cruzaba la línea de lo extravagante»; Slezak y Kate Stanhope de TV Guide lo consideraron inapropiado, sino antitético, y Bell dijo que lo que se buscaba en aquel momento era el «instante más "¿Pero qué carajos?"» del episodio. Cuando Will dijo que Finn le había enseñado «más sobre cómo ser un hombre», no tuvo mucha credibilidad. Slezak afirmó: «Finn debe madurar mucho antes de ser realmente un hombre» y Sullivan mencionó que dado que Finn actúa «como un niño-hombre arrogante» en el programa, Will debe referirse a episodios «de una temporada de Glee que no se transmitió». Finn recibió algunos elogios de Lesley Goldberg de The Hollywood Reporter, sin embargo, llamó a la escena en la que descubre la verdad sobre su padre «una de las mejores escenas de Cory Monteith todavía», y Slezak lo describió como «muy bien manejado» por Monteith. La propuesta de matrimonio que le realizó Finn a Rachel al final del episodio fue muy controversial. Los revisores pensaron que era una mala idea y Kubicek declaró: «Nadie en la escuela secundaria debe comprometerse», pero Poniewozik escribió que «tiene mucho sentido para Finn», como un personaje, y VanDerWerff dijo que la escena «estaba bien trabajado» para él.

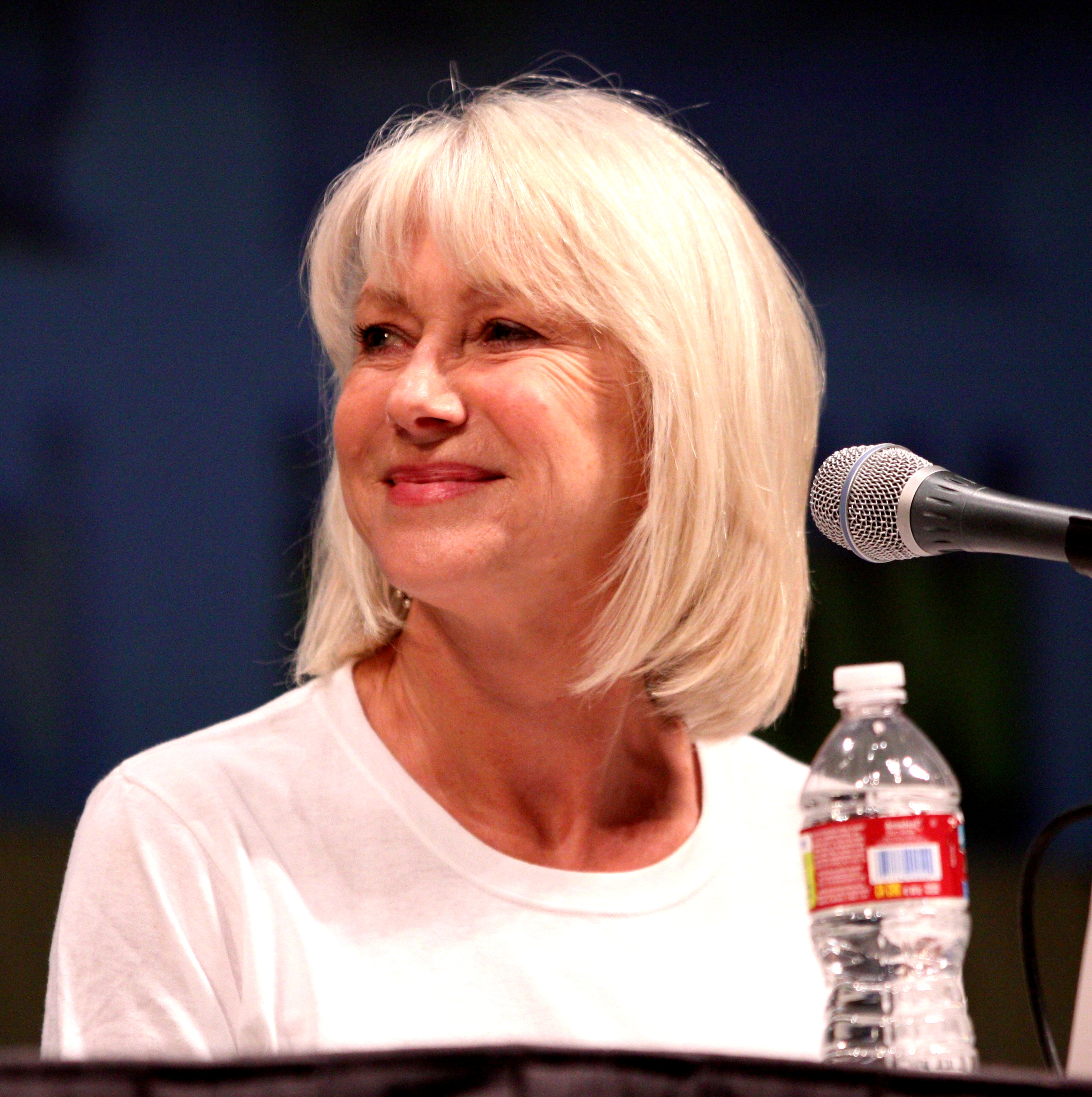
La actriz británica Helen Mirren fue aclamada como la voz mental de los pensamientos de Becky Jackson.

La mayoría de los revisores aclamaron la historia de Becky. Canning lo calificó de «excepcional» y «el episodio más emocional y satisfactorio». Poniewozik también escribió una reseña positiva, y comentó que «la historia de Artie y Becky era muy efectiva: dulce, incómoda y enrevesada, de esa manera que le sale bien a Glee». Añadió que «la historia funcionó no solo por las dolencias de Artie y Becky, sino por su forma de ser como personas». VanDerWerff dijo que la historia se «maneja con el nivel adecuado de lo patético», y Slezak felicitó a los guionistas por transformar a Becky en un personaje plenamente realizado sin evitar encarar de frente las esperanzas pisoteadas y las decepciones que puede conllevar una vida con síndrome de Down. Sullivan escribió: «la trama examinó una experiencia universal, el amor no correspondido, desde una perspectiva muy propia de Glee, el tratamiento de gente con minusvalías como personas normales. Terminó con una nota baja adecuada y reafirmó la conmovedora relación entre Sue y Becky». Bell apreció a Sue en este episodio, por contribuir al avance de la trama, lo que logró a su vez revitalizar sus chistes gastados. El uso de Helen Mirren para expresar los pensamientos de Becky fue muy elogiado. Poniewozik lo describió como «el tipo de giro ridículo pero extrañamente lógico que me gusta de Glee» y Lynch afirmó que fue «una de las delicias más adorables del programa en un largo tiempo». Sullivan escribió que «ambas actrices entregaron grandes actuaciones que elevaron el episodio de manera significativa». Sin embargo, no todos los críticos estuvieron de acuerdo: Futterman catalogó el breve rol de voz de Mirren como «absurdo», y aunque Kubicek opinó que Mirren estuvo «condenadamente graciosa», también declaró que ver a «Becky quedarse prendada de Artie» le hizo sentirse «tan incómodo» como los miembros de New Directions, y afirmó que «es fácil decir que todos deberían tratarla como una persona normal, pero llevarlo a cabo resulta algo problemático».
El cameo de NeNe Leakes como la entrenadora Roz Wahington recibió la aclamación de la mayoría de los críticos. Poniewozik la describió como «bastante excelente», y Votta escribió: «Ella sólo tiene una escena en general, sin sentido, pero es sin duda la mejor parte de todo el episodio». Raymund Flandez de The Wall Street Journal dijo que «Leakes lo hace bien» y Bell afirmó que «en realidad no era tan malo». Sin embargo, Kubicek, que le gustaba el guion del personaje, escribió que Leakes fue «una actriz vergonzosamente terrible».

### Música
El número de apertura del episodio recibió las revisiones más dispares de los críticos. Kubicek era uno de los más entusiastas acerca de «Summer Nights», y escribió: «esta es la clase de cosas ridículas, excesivamente malas que quiero ver en Glee todo el tiempo». También estaba encantado de que Rory tuviera un solo y que Sugar «debía participar como parte del grupo». Lynch cree que «Amber Riley y Chord Overstreet armonizaron maravillosamente y sorprendente», y dio a esta «sin duda el más divertido número del episodio», una «A-». Stanhope dijo que «la energía es contagiosa y se puede sentir las chispas entre la ex pareja», pero el rendimiento era «demasiado de un imitador» de la escena original de Grease, mientras que Flandez comentó que ambos cantantes «carecían de química» y que el número era «inexplicable». VanDerWerff de modo similar fue inimpresionado: «tonto e innecesario». Chaney escribió que el número «era una gran energía, un espectáculo muy bueno para celebrar su regreso», pero dijo que Rory «sonaba plano» en una de sus líneas y Sam «no podía golpear» la última nota alta en la canción, y lo calificó de «B».
Bobby Hankinson de The Houston Chronicle describió «Wedding Bell Blues» como «la combinación perfecta de una gran canción, la importancia del argumento, y el sombrero de la Princesa Beatriz». Stanhope acordó con Hankinson en los tres puntos y añadió que era «una gran elección para su voz». Slezak describió esas voces como «un soplo de aire de primavera húmeda» y dio a la canción una «A», pero Lynch pensó que Emma no era «una gran cantante» y le dio al número una «B-», aunque dijo que «la curiosidad de los coros de la entrenadora Beiste y Sue Sylvester hizo que valiese la pena». Poniewozik describió la puesta en escena de la canción como «indiferente». «The First Time Ever I Saw Your Face» obtuvo una calificación de «A» por Lynch y una «A-» por Slezak, este último llamó a las voces «muy electrizantes». Flandez dijo que la canción era «sublime» y felicitó la iluminación, el estado de ánimo y la dirección de Eric Stoltz, y VanDerWerff lo describió como «el mejor número del episodio». Mientras que Futterman pensaba que las intérpretes cantaban con «poder controlado», consideró que «cantar vestidos de negro mientras lloraban» lo hacía parecer más un funeral que una boda, y Sullivan lo llamó «una elección de canción extraña», que acabó siendo «peor» por «el llanto de Lea Michele». Chaney le dio una calificación baja, una «C-» y lo describió como «una fiesta flagrante de lágrimas».

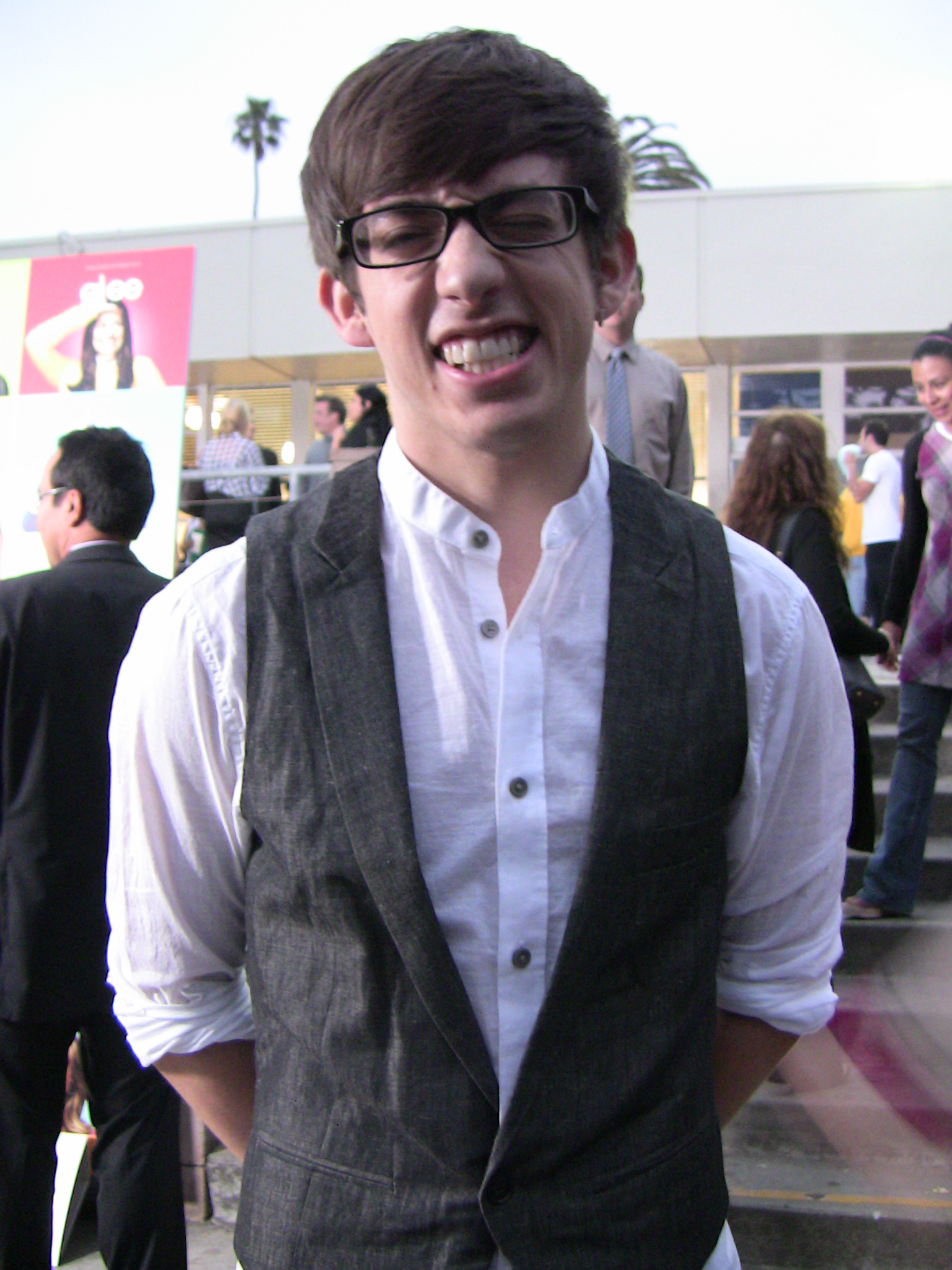
Artie (Kevin McHale) interpretó la mezcla de «Moves Like Jagger» y «Jumpin' Jack Flash» y se dijo que incluso logró eclipsar a Mike y a Will bailando junto a él.

Flandez declaró la «mezcla propulsiva» de «Moves Like Jagger» y «Jumpin' Jack Flash» uno de los «puntos más altos» del episodio y Rae Votta de Billboard mencionó la impecable coreografía del héroe más desconocido de Glee, Zach Woodlee. También alabó a Artie mientras realizaba el baile de Jagger sentado en una silla y afirmó que «incluso logra eclipsar a Mike y a Will baliando junto a él». Sullivan describió a Artie como «consistentemente impresionante», y Slezak dijo que era «uno de los momentos musicales más atractivos de Artie en esta temporada» y le dio una calificación de «B». Lynch caracterizó la canción como una «desviación valiente» y le dio una «B+», pero señaló que «no es una buena canción para las propuestas de matrimonio por parte de cualquier esfuerzo de la imaginación», un punto también hecho por Erica Futterman, de la revista Rolling Stone, quien dijo que el número habría «ido mucho mejor como una actuación independiente». Aunque a Chaney le gustaron los «movimientos» de Will y Mike, lamentó que hubiera tantos cortes para mostrar a Morrison en camiseta sin mangas y dio a la canción una «B—». Slezak y VanDerWerff también criticaron esas escenas.
A Futterman le impresionó que Glee compusiera una versión de «Without You» que «rivalizara con la original» y dijo que quedó «totalmente lograda». Slezak opinó que fue una «reconstrucción vocal extraordinaria» y le concedió una «A-». Lynch y Chaney le dieron una «B» y este último afirmó: «No puedo negar que cantó con toda el alma». Chaney no estaba tan contenta con «We Found Love», a la que le dio una «C». Comentó que era «en parte, una película vieja de Esther Williams; en parte, un skecth clásico con Harry Shearer y Martin Short y en parte, un vídeo musical de "Magic", de Cars. En resumen, fue una especie de "choque de trenes"». Sin embargo tanto ella como Stanhope, que criticó el ritmo «demasiado rápido», estaban en la minoría. Lynch lo llamó «placer puro» y le dio una calificación de «A-»; Slezak le dio un puntaje de «A+» y lo describió como «un número sublime, ridículo, excesivo e impresionante», además de listarlo en «el top diez del programa de todos los tiempos». VanDerWerff elogió el «buen sentido del espectáculo visual», y Hankinson lo calificó de «realmente fantástico» y «algo diferente». Futterman, después de que ella le admitió «el amor imperturbable» en la canción, señaló que la serie había «encontrado la trifecta de una canción actual que se ajusta al tema general de la serie como a los personajes en él».

### Recepción en las listas
Cinco de los seis sencillos publicados del episodio, que incluyen un total de siete versiones diferentes de la versión «Moves Like Jagger/Jumpin' Jack Flash» debutaron en el Billboard Hot 100. «Without You» debutó en el número veintiocho, seguido por «We Found Love», en el número cincuenta y seis, el ya mencionado mash-up de «Moves Like Jagger/Jumpin' Jack Flash», en el número sesenta y dos, «The First Time Ever I Saw Your Face» en el número setenta y «Summer Nights» en el número ochenta y ocho. Las cinco mismas canciones publicadas en Canadá en el Canadian Hot 100 y en la misma orden sobre aquella lista: «Without You» en el número veintinueve, «We Found Love» en el número cincuenta y cinco, «Moves Like Jagger/Jumpin' Jack Flash» en el cincuenta y nueve, «The First Time Ever I Saw Your Face» en el número setenta y ocho y «Summer Nights» en el ochenta y cinco. El sexto sencillo «Wedding Bell Blues», no figuró en ninguna lista.